# Pavel Kučera (calciatore 1976)
Pavel Kučera (Litvínov, 2 luglio 1976) è un ex calciatore ceco, di ruolo portiere.

## Carriera
Debutta con la Dynamo České Budějovice il 5 agosto 2007 nella vittoria interna per 2-0 contro il Sigma Olomouc.